# Station Warszawa Wola Grzybowska
Station Warszawa Wola Grzybowska is een spoorwegstation in het stadsdeel Wesoła in de Poolse hoofdstad Warschau.